# Joppiesaus
Joppiesaus is een koud geserveerde, gelige saus. Het is een saus die verkrijgbaar is in diverse cafetaria’s in Nederland en in frituren in België en wordt gegeten bij friet, diverse snacks en hamburgers. De saus werd in 2002 ontwikkeld door de uitbater van een cafetaria te Glanerbrug in Twente.

## Smaak en ingrediënten
De basis van de joppiesaus is hetzelfde als bij de meeste sauzen: (plantaardige) olie, water en een emulgator. Verder bevat de saus ook uien, eigeel, zoetstoffen (waaronder suiker en aspartaam) en kerrie; die domineren de smaak dan ook. Het originele recept van joppiesaus is geheim, maar op internet circuleren recepten die de smaak van joppiesaus goed benaderen. In deze recepten wordt joppiesaus bijvoorbeeld gemaakt door de ingrediënten van ‘speciaal’, dat wil zeggen mayonaise, curry en uien, samen met kerrie in een bepaalde verhouding zeer fijn te malen en te mengen.
De smaak “Patatje Joppie” won in 2010 de “Maak de smaak”-competitie van chipsfabrikant Lay's en is tot op heden nog verkrijgbaar in de Nederlandse supermarkten.

## Productie
Productie vindt plaats bij Elite B.V. in Neede. Zij hebben het originele recept van de cafetaria (Annie's Snackbar) uit Glanerbrug gekocht en zijn in bezit van het recht op de merknaam “Joppiesaus”.